# زنبور آسيوي عملاق
الزُّنبور الآسيوي العملاق (الاسم العلمي: Vespa mandarinia) أضخم زنابير الأرض؛ يبلُغ طوله أحيانًا نحو 5 سم،  وإبرته 5 ملم. وهو في مناطق شرق قارة آسيا.

## تِقْنيَّة الافتراس
لا يعد الإنسان هدفاً للدغاته في الوضع الطبيعي، حيث يستهدف النحل وأنواع الزنابير الأخرى، كفرائس لاطعام صغار الزنابير واليرقات؛ حيث تقوم اليرقات بضرب رأسها في جدران الخلية بقوة للتعبير عن حاجتها للطعام واستفزاز العاملات.
تعدّ عملية الافتراس التي يقوم فيها الزنبور الآسيوي العملاق أسلوباً عسكرياً منظماً وخطيراً، حيث تخرج تلك الزنابير في مجموعات، كل منها تشمل 25 - 30 زنبور، وعند العثور على خلية نحل أو خلية لزنابير صغيرة، يتم الهجوم مع إفراز مواد ذات رائحة قوية تنتشر مع الهواء لتبلغ الكتائب الأخرى بأنها وجدت الفريسة المطلوبة ولتدلها على مكانها عن طريق استتباع الرائحة.
يساعد حجم الزنبور الضخم في فهم الحاجة الملحة للإطعام، فهو يحتاج للافتراس دائماً لتلبية متطلباته، خصوصاً وإنه ليس منتجاً للعسل أو أي نوع من الطعام، فهو كائن مستهلك حسب تقرير أذاعته قناة بي بي سي.

## الوصف
بغض النظر عن النوع، فإن رأس الزنبور لها ظل خفيف من اللون البرتقالي و قرون استشعار بنية اللون مع قاعدة صفراء برتقالية. عيونها و عيون بنية داكنة إلى سوداء. يختلف الزنبور العملاق الآسيوي عن الزنابير الأخرى من خلال الدرقة والجينات الكبيرة. ويحتوي الفك السفلي البرتقالي على سن أسود يستخدم للحفر.

## خطورته
عندما يتم استفزاز الزنبور أو العبث في خليته من قبل البشر، وفي بعض الأحيان بسبب رائحة عطر قوية أو القرب من مساكنه، قد يهاجم الزنبور الآسيوي العملاق البشر. وقد يكون قاتلاً في بعض الحالات، تم تسجيل ما يزيد عن 40 حالة وفاة في غرب الصين خلال أشهر تموز واّب وأيلول 2013، وسبب الأذى للعشرات.
ويمكن للزنابير العملاقة الآسيوية استخدام الفك السفلي على شكل زعانف سمك القرش المسننة للقضاء على خلية نحل العسل في غضون ساعات ، وقطع رأس النحل والطيران بعيدًا مع الصدور لإطعام صغارهم. كما ان السم والزنجبير القويين - طويل بما يكفي لثقب بدلة تربية النحل - ويشكلان تركيبة مؤلمة تشبه سكب المعدن الساخن على الجلد.
في اليابان ، تقتل الزنابير ما يصل إلى 50 شخصًا سنويًا. الآن ، وللمرة الأولى وصلوا إلى الولايات المتحدة.